# Jack Tuyp
Jack Tuyp (ur. 23 sierpnia 1983 roku w Volendam) – piłkarz holenderski, występujący na pozycji napastnika w klubie FC Volendam.

## Kariera
Tuyp debiutował na holenderskich boiskach w sezonie 2002/03, w barwach FC Volendam, którego jest wychowankiem. Jego 7 goli w 18 meczach pomogło FC Volendam uzyskać awans do Eredivisie po barażach. W sezonie 2003/04 stał się pewnym punktem drużyny po raz kolejny, zdobywając 7 goli tym razem w 28 spotkaniach. Tuyp został sprzedany do klubu FC Groningen w sezonie 2004/05. Drugi sezon w Eredivisie nie był już dla Tuypa tak udany. Wystąpił w zaledwie 11 meczach ani razu, nie trafiając do siatki. Wrócił do Volendam i w sezonie 2007/08 został królem strzelców holenderskiej Eerste Divisie, a jego klub ponownie awansował do ekstraklasy. W 2013 roku odszedł do Ferencvárosi TC. W sezonie 2014/2015 był wypożyczony do Helmond Sport, a latem 2015 wrócił do Volendam.
| Sezon   | Klub            | Kraj     | Rozgrywki      | Mecze | Bramki |
| ------- | --------------- | -------- | -------------- | ----- | ------ |
| 2002/03 | FC Volendam     | Holandia | Eerste Divisie | 18    | 7      |
| 2003/04 | FC Volendam     | Holandia | Eredivisie     | 28    | 7      |
| 2004/05 | FC Groningen    | Holandia | Eredivisie     | 11    | 0      |
| 2005/06 | FC Volendam     | Holandia | Eerste Divisie | 33    | 15     |
| 2006/07 | FC Volendam     | Holandia | Eerste Divisie | 30    | 10     |
| 2007/08 | FC Volendam     | Holandia | Eerste Divisie | 35    | 26     |
| 2008/09 | FC Volendam     | Holandia | Eredivisie     | 25    | 6      |
| 2009/10 | FC Volendam     | Holandia | Eerste Divisie | 38    | 17     |
| 2010/11 | FC Volendam     | Holandia | Eerste Divisie | 29    | 9      |
| 2011/12 | FC Volendam     | Holandia | Eerste Divisie | 29    | 20     |
| 2012/13 | FC Volendam     | Holandia | Eerste Divisie | 31    | 27     |
| 2013/14 | Ferencvárosi TC | Węgry    | NB I           | 7     | 1      |
| 2014/15 | Helmond Sport   | Holandia | Eerste Divisie | 25    | 6      |
| 2015/16 | FC Volendam     | Holandia | Eerste Divisie | 24    | 8      |
| 2016/17 | FC Volendam     | Holandia | Eerste Divisie |       |        |